# Barry Newman
Pour les articles homonymes, voir Newman.
Barry Foster Newman est un acteur américain, né le 7 novembre 1930 à Boston dans le Massachusetts, et mort à New York le 11 mai 2023.

## Biographie
Barry Newman a étudié à la Boston Lation School et à l'université Brandeis où il a obtenu un diplôme d'anthropologie culturelle. Très connu pendant les années 1970-1980, il a notamment joué dans Point limite zéro (1971), Fear Is the Key (1972), City on Fire (1979). Et plus récemment dans Amy (1981), Daylight (1996), Bowfinger, roi d'Hollywood (1999), L'Anglais (The Limey) (1999), 40 jours et 40 nuits (40 Days and 40 Nights) (2002), Que sait-on vraiment de la réalité !? (What the Bleep Do We Know!? (2004) et Grilled (2006). 
Il est surtout connu pour son interprétation de Kowalski dans le film Point limite zéro, road movie dans lequel il incarne un héros hors-la-loi conduisant une Dodge Challenger blanche de 1970. Mais aussi à la télévision, dans le rôle d'Anthony Petrocelli, qui lui a valu d'être nommé pour un Golden Globe Award  et un Emmy Award.

## Filmographie
- 1971 : Point limite zéro
- 1972 : Notre agent à Salzbourg
- 1972 : Fear Is the Key
- 1979 : City on Fire
- 1981 : Amy
- 1989 : Arabesque : Jake Ballinger (saison 6 - épisode 10)
- 1996 : Daylight
- 1999 : Bowfinger, roi d'Hollywood
- 2002 : 40 jours et 40 nuits (40 Days and 40 Nights)
- 2004 : Que sait-on vraiment de la réalité !? (What the Bleep Do We Know!?)
- 2006 : Grilled

## Source
- (en) Cet article est partiellement ou en totalité issu de l’article de Wikipédia en anglais intitulé « Barry Newman » (voir la liste des auteurs).